# George Simpson (meteorologista)
Sir George Clarke Simpson KCB CBE  (Derby, 2 de Setembro de 1878–1 de Janeiro de 1965) foi um meteorologista inglês.

## Biografia
George Clarke Simpson nasceu em 2 de Setembro de 1878 em Derby, Inglaterra, filho de Arthur Simpson, a dono de uma loja na East Street, e Alice Lambton Clarke. Morreu a 1 de Janeiro de 1965. Simpson estudou na Esola de Derby, no Colégio Owens, em Manchester e na Universidade de Göttingen.
Em 1902, efectuou uma visita à Lapónia para investigar sobre electricidade atmosférica. Em 1905, foi o primeiro a dar conferências sobre meteorologia numa universidade britânica, sendo escolhido para leccionar na Universidade de Manchester. Em 1906, entrou para o Serviço Meteorológico Indiano como Meteorologista Imperial em Shimla e inspeccionou muitas das estações meteorológicas na Índia e na Birmânia. Em 1910, passou a fazer parte da equipa da Expedição Terra Nova, liderada por Robert Falcon Scott, tendo construído uma das primeiras estações meteorológicas da Antártida, realizando lançamentos de balões na atmosfera, para observar como a altitude afecta a temperatura. Simpson registou as temperaturas e o vento na base do Cabo Evans. Foi, também, responsável por esta base durante vários meses quando Scott e o seu grupo partiram para a viagem ao Pólo Sul, em Novembro de 1911.    
No regresso da Antártida, em Agosto de 1912, após a morte de Scott, e do seu grupo, Simpson voltou a Shimla para, de novo, se juntar ao Serviço de Meteorologi Indiano, em Kolkata. Em Shimla, na Khud Cottage, onde viveu, Simpson compilou os registos feitos na expedição à Antártida.
No início da Primeira Grande Guerra, em 1914, muitos oficiais do Departamento de Meteorologia Indiano foram recrutados para o serviço militar. De Março a Maio de 1916, Simpson prestou serviço militar como conselheiro em assuntos meteorológicos à Força Expedicionária Britânica na Mesopotâmia, actual zona sul do Iraque. Mais tarde, foi chamado para servir como Secretário Adjunto do Quadro de Munições, e teve de deixar Shimla de novo.
Em 1920, foi nomeado Director do Serviço Meteorológico, em Londres, cargo do qual se reformou em 1938. Durante este período, efectuou vários trabalhos nas áreas da electricidade atmosférica, ionização, radioactividade e radiação solar. Investigou as causas dos raios e, em 1926, elaborou a Escala de Força do Vento Simpson, uma variação da Escala de Beaufort, utilizada em todo o mundo. 
Em 1935 Simpson recebeu o título de Cavaleiro.
Quando a Segunda Guerra Mundial teve início, em 1939, Simpson, foi chamado da sua reforma, para ser o responsável do Observatório de Kew. Ali, continuou a sua investigação sobre a estrutura eléctrica das trovoadas, até 1947.
Simpson recebeu o grau de Doutor Honoris causa nas universidades de Manchester, Sydney e Aberdeen.
Sir George morreu em 1965 com 87 anos.